# Бурхан Адеми
Бурхан Адеми (на турски: Burhan Ademi) е югославски политик.

## Биография
Роден е на 4 януари 1930 година в град Гостивар. През 1947 г. завършва гимназия в родния си град. Член е на СКМЮ от 1946 г. След като завършва става учител. В периода 1947-1958 е началник на отдела за просвета на събранието на Община Гостивар. През 1951 г. става член на МКП. В различни периоди е бил председател на Общинския комитет на младежта, член на Секретариата на Околийския комитет на младежта на Македония. Между 1960 и 1962 е член на главния комитет и председател на общинската конференция на Съюза на социалистическия работнически народ на Македония. Бил е секретар на Околийския комитет на МКП за Гостивар. По-късно завършва Висша школа за политически науки в Белград. Членува в ЦК на МКП. Бил е депутат в Събранията на СРМ и СФРЮ. От 10 май 1978 г. е подпредседател на Събранието на СРМ. Бил е и още един път подпредседател на събранието. Участва в няколко конгреса на МКП и в 12 конгрес на ЮКП.